# Merinotus longicoxis
Merinotus longicoxis är en stekelart som först beskrevs av Cameron 1906.  Merinotus longicoxis ingår i släktet Merinotus och familjen bracksteklar. Inga underarter finns listade i Catalogue of Life.